# SFB Games
SFB Games Limited (anciennement The Super Flash Bros.) est un développeur de jeu vidéo indépendant situé à Londres au Royaume-Uni. Le studio a été créé en 2003 par les frères Adam William Vian et Thomas Denis Vian.
Ils ont débuté en produisant des jeux sur Adobe Flash. La société fut rebaptisée SFB Games Limited en 2012.

## Jeux vidéo

### Développés
| Année | Titre                                 | Platforme(s)                                                          |
| ----- | ------------------------------------- | --------------------------------------------------------------------- |
| 2013  | Haunt the House: Terrortown           | Android, iOS, Microsoft Windows, OS X, PlayStation Vita               |
| 2014  | Detective Grimoire                    | Android, iOS, Microsoft Windows, OS X, Linux                          |
| 2015  | Rugby Golf                            | Android, iOS                                                          |
| 2016  | Launchasaurus                         | Android, iOS                                                          |
| 2017  | Snipperclips : Les deux font la paire | Nintendo Switch                                                       |
| 2019  | Tangle Tower                          | Apple Arcade, Microsoft Windows, Nintendo Switch                      |
| 2024  | Crow Country                          | PlayStation 5, PlayStation 4, Xbox Series S/X, Nintendo Switch, Steam |